# シャナズ・エアラン
シャナズ・エアラン（アイルランド語: Seanad Éireann [ˈʃan̪ˠəd̪ˠ ˈeːɾʲən̪ˠ] 英語発音: [ˌʃænəd ˈɛərən, ʃænəð -], 英語: Senate of Ireland）は、アイルランドの議会（ウラクタス）の上院。議員は Seanadóir （複数形：Seanadóirí）と呼ばれる。「シャナズ」はアイルランド語で、欧米各国で上院の名称として使われることの多い「元老院」（古代ローマの元老院（羅: senatus）に由来）を意味する。またシャナズ・エアランは正式ではないものの上院とも呼ばれ、議員も上院議員と呼ばれることがある。
下院にあたるドイル・エアランとは異なり、シャナズ・エアランは直接選挙が行われるのではなく、さまざまな方法で選出された議員で構成されている。シャナズ・エアランの権限はドイル・エアランと比べてかなり小さいものであり、シャナズ・エアランが反対する法案について拒否権を行使するのではなく、せいぜい成立を遅らせるほどの権限しか与えられていない。シャナズ・エアランはその設置以来、レンスター・ハウスで議事を行っている。

## 構成
シャナズ・エアランの議員定数は60となっている。その選出は以下のような方法が採られている。
- 11名はティーショック（首相）が指名する。
- 6名は特定のアイルランドの大学の出身者が選出される。
  - ダブリン大学出身者から3名
  - アイルランド国立大学出身者から3名
- 43名はドイル・エアランの議員、改選前のシャナズ・エアランの議員、地方議会の議員で構成されている5つの職業別委員会でそれぞれ立候補した候補者から指名される。この委員会での指名にあたってはウラクタスの議員と、「指名組織」と呼ばれるそれぞれの職業に関連する団体のみが行う(職能代表制)。5つの各委員会はそれぞれの分野において専門的な知識、あるいは経験を持つ者で構成される。候補者は政党の党員や、落選したドイル・エアランの立候補者などとなっている。委員会には以下のものがある。
  - 文化・教育委員会
  - 農業委員会
  - 労働委員会
  - 産業・商業委員会
  - 行政委員会

アイルランド憲法では、ドイル・エアランの解散から90日以内にシャナズ・エアランの改選を実施しなければならないとされている。シャナズ・エアランの選挙は単記移譲式投票による比例代表制で行われる（ただし職業別委員会での選出では、各委員会の有効投票数が1,000になるよう調整される）。候補者となる資格は21歳以上で、アイルランド国内に在住しているアイルランド市民権を有することであるが、ドイル・エアランの議員と兼職することはできない。ところが大学出身者枠から指名を受けるには10人の出身者の署名が求められるだけであるのに対して、職業別委員会で指名を受けることは制約的なものになっている。

### 会派別議席数
| 会派 | 会派               | 議席数 |
| ---- | ------------------ | ------ |
|      | フィアナ・フォイル | 21     |
|      | フィナ・ゲール     | 16     |
|      | シン・フェイン党   | 4      |
|      | 労働党             | 4      |
|      | 緑の党             | 4      |
|      | 人間の尊厳連合     | 1      |
|      | 無所属             | 10     |
| 合計 | 合計               | 60     |

## 権限
シャナズ・エアランの権限はイギリスの貴族院とほぼ似たようなものとなっている。シャナズ・エアランの権限は、直接選挙が行われているドイル・エアランと比べても平等ではなく、諮問的な機能、法案の修正といった程度にとどまっている。規定のうえではたしかにすべての法令には両院の承認を要することとなっているが、シャナズ・エアランはドイル・エアランの決定を覆すという権限は有しておらず、せいぜい成立を遅らせるに過ぎないものとなっている。また実際には、シャナズ・エアランは首相による指名があることから政権与党側が多数を占めることになる。憲法ではシャナズ・エアランに対して以下のような事例で権限に制約を課している。
- ドイル・エアランで可決された法案が90日以内にシャナズ・エアランの同意を得られなかった場合、ドイル・エアランはシャナズ・エアランがその法案を承認したとみなすということを、その90日が経過したあとからさらにその後の180日以内に議決することができる。
- 予算など、財政に関する法案については21日が経過したのちにシャナズ・エアランが承認したとみなすことができる。
- 緊急性のある法案の採択においては、シャナズ・エアランによって承認されたとみなされる期間について、大統領の同意を受けて政府がこれを短縮することができる（ただし、憲法改正案については適用されない）。

11人のシャナズ・エアラン議員が首相によって指名されるということは、ドイル・エアランの支持を受けなければならない政府がシャナズ・エアランにおいても多数の支持を受けるということを確保するものである。ところが憲法ではドイル・エアランの過度な行動に対して、シャナズ・エアランの権限を守る措置も講じられている。
- シャナズ・エアランは大統領に対して、ある法案が財政に関連するものかどうかを判断するために優先権委員会の設置を要請することができる。
- シャナズ・エアランの過半数とドイル・エアランの3分の1以上の議員が大統領に対して、ある法案が国家に対してきわめて重要性があると申し立てた場合、大統領は国民の判断が示されるまで法案への署名を拒否することができる。つまり、国民投票または総選挙後に再招集されたドイル・エアランで賛成されるまで大統領は署名を拒むことができることになる。

## 活動
シャナズ・エアランは独自の議員規程を定め、また議長（カヒールレアハ、Cathaoirleach）や院内総務を選出している。シャナズ・エアランは独自の常任委員会を設置し、またドイル・エアランとともにウラクタスとして合同で委員会を開く。なお政府には2人を上限として閣僚を出すことができる。シャナズ・エアランには3つの常任委員会があり、そのうちの1つの委員会には2つの小委員会が設置されている。

## 沿革

### 前身
アイルランドにおいて最初の上院となる議会体はアイルランド議会の貴族院 (Irish House of Lords) であった。イギリスの貴族院のように、アイルランドの貴族院は世襲貴族で構成された。1800年合同法によってアイルランド議会が廃止されると、アイルランドは20世紀まで議会組織を持たない状態となる。
1919年、アイルランドの民族主義者により超法規的な立法機関としてドイル・エアランが設置されるが、この機関は一院制であったため上院を持たなかった。1920年、イギリス法により南アイルランド議会が設置され、このとき元老院 (Senate) と呼ばれる上院が設けられた。ところが1921年に元老院が招集されるものの、アイルランドの民族主義者はこれをボイコットしたため十分に機能することはなかった。この元老院は1922年のアイルランド自由国樹立によって廃止されるが、その議員の多くはアイルランド自由国のもとで新たに設けられた元老院でふたたび議員となった。

### アイルランド自由国のシャナズ・エアラン（1922年-1936年）
Seanad Éireann という名称は、アイルランド自由国のウラクタスの上院の名称として初めて使われた。第1シャナズは行政評議会議長によって任命された議員とドイルが間接的に選出した議員とで構成された。このときW・T・コスグレーヴは、国内のプロテスタントの少数者に特別な代表権を付与するために自らが持つ指名権を使うことに賛成した。当初、シャナズ・エアランの選出は国民による直接選挙の実施が検討されていたが、実際に選挙が行われたのは1度だけで、1925年には間接選挙制に取って代わられるような形となり、直接選挙制度は廃止された。アイルランド自由国のシャナズ・エアランは政府による憲法の変更を遅らせたものの、1936年に完全に廃止された。

### アイルランド憲法下のシャナズ・エアラン（1937年以降）
現在のシャナズ・エアランは、1937年のアイルランド憲法の施行によって設置されたものである。アイルランド憲法が採択された際、アイルランド自由国でも使用されていた Oireachtas は立法府の名称として、Seanad Éireann はその上院の名称としてそれぞれ定められた。この新たなシャナズ・エアランは、アイルランド自由国のシャナズ・エアランを直接継承するものであるとされ、そのため新憲法の下での最初のシャナズ・エアランは「第2シャナズ」と表現された。
シャナズ・エアランの議員を指名するために設置された職業別委員会という新しい制度は、1930年代のローマ・カトリックの社会教理、とくに1931年の回勅『クアドラジェジモ・アンノ』の影響を受けている。この回勅でピウス11世は、マルクス主義の階級闘争の概念は社会の多様な職業集団の協力と相互依存を基礎とする社会秩序という考え方に替えられるべきだと主張した。